# Рафал Тшасковський
Ра́фал Казі́меж Тшаско́вський (пол. Rafał Kazimierz Trzaskowski; нар. 17 січня 1972, Варшава, ПНР) — польський політик та політолог, доктор гуманітарних наук, фахівець у галузі європейських справ, мер Варшави з 2018 року. Кандидат на посаду Президента Польщі в 2020 та 2025 роках.
Був депутатом Європейського парламенту (2009—2013), міністром адміністрації та цифривізації (2013—2014), а також державним секретарем у Міністерстві закордонних справ Республіки Польща (2014—2015). У 2015 році був обраний депутатом польського Сейму. У листопаді 2017 року було оголошено, що він буде спільним кандидатом на посаду мера Варшави від «Громадянської платформи» та політичної партії «Новочесна» на польських місцевих виборах 2018 року. Згодом він виграв вибори 21 жовтня 2018 року в першому турі і був обраний мером Варшави, отримавши 56,67 % голосів.
У травні 2020 року Тшасковський став кандидатом у президенти Польщі від «Громадянської платформи» на президентських виборах. Він вийшов до другого туру виборів, але потім програв чинному президенту Анджею Дуді, отримавши 10 018 263 голоси або 48,97 % голосів виборців.
У квітні 2024 року він був переобраний мером Варшави в першому турі голосування, отримавши 444 006 голосів або 57,41 % голосів виборців. У листопаді 2024 року він став кандидатом у президенти Польщі від Громадянської коаліції, щоб брати участь у президентських виборах 2025 року.

## Раннє життя та освіта
Рафал Казімєж Тшасковський народився 17 січня 1972 року у Варшаві, син польського джазового музиканта і композитора Анджея Тшасковського та Терези, уродженої Аренс. Його зведений брат Пьотр Ферстер був директором кабаре «Piwnica pod Baranami» в Кракові.
Тшасковський навчався в 11-му ліцеї ім. Міколая Рея, Марселін-коледжі в Сіднеї та приватній школі Cranbrook Kingswood School у Блумфілд-Гіллс, штат Мічиган, США (1990—1991). Потім він вивчав міжнародні відносини та англійську філологію у Варшавському університеті, який закінчив у 1996 році. Згодом закінчив Коледж Європи (1997). У 1996 році отримав стипендію в Оксфордському університеті, а в 2002 році — в Інституті досліджень безпеки Європейського Союзу в Парижі. У 2004 році отримав ступінь доктора філософії (Ph.D.) з політології на факультеті журналістики та політології Варшавського університету, захистивши дисертацію на тему «Динаміка інституційної реформи Європейського Союзу».
З 1995 року працював перекладачем-синхроністом та викладачем англійської мови. У 1998 році став академічним викладачем Національної школи державного управління, а в 2002 році — Collegium Civitas. Його наукові інтереси насамперед стосуються європейської інтеграції та міжнародних відносин. З 2002 року він також працює аналітиком в Європейському центрі в Натоліні.

## Політична кар'єра
У 2000—2001 роках працював на Яцека Саріуша-Вольського в польському офісі Комітету з питань європейської інтеграції. У 2004—2009 роках був радником політичної партії «Громадянська платформа» в Європейському парламенті. У 2009 році, отримавши 25 178 голосів, був обраний депутатом Європейського парламенту від партії «Громадянська платформа». Під час виборчої кампанії його підтримували відомі польські діячі та митці, такі як Томаш Каролак, Гжегож Турнау, Міхал Жебровський та Уршуля Дудзяк. У Європейському парламенті був членом Європейської народної партії. У 2010 році був керівником виборчої кампанії Ганни Гронкевич-Вальц, яка балотувалася на посаду мера Варшави на польських місцевих виборах 2010 року.
27 листопада 2013 року Тшасковський був приведений до присяги на посаді міністра адміністрації та цифривізації президентом Броніславом Коморовським.
24 вересня 2014 року він став заступником міністра закордонних справ Республіки Польща і займався координацією питань, пов'язаних з ЄС, між різними міністерствами кабінету Дональда Туска. У той час Тшасковський був головним переговірником у відносинах з ЄС від імені прем'єр-міністра і координував роботу міністерств у відносинах з інституціями ЄС.

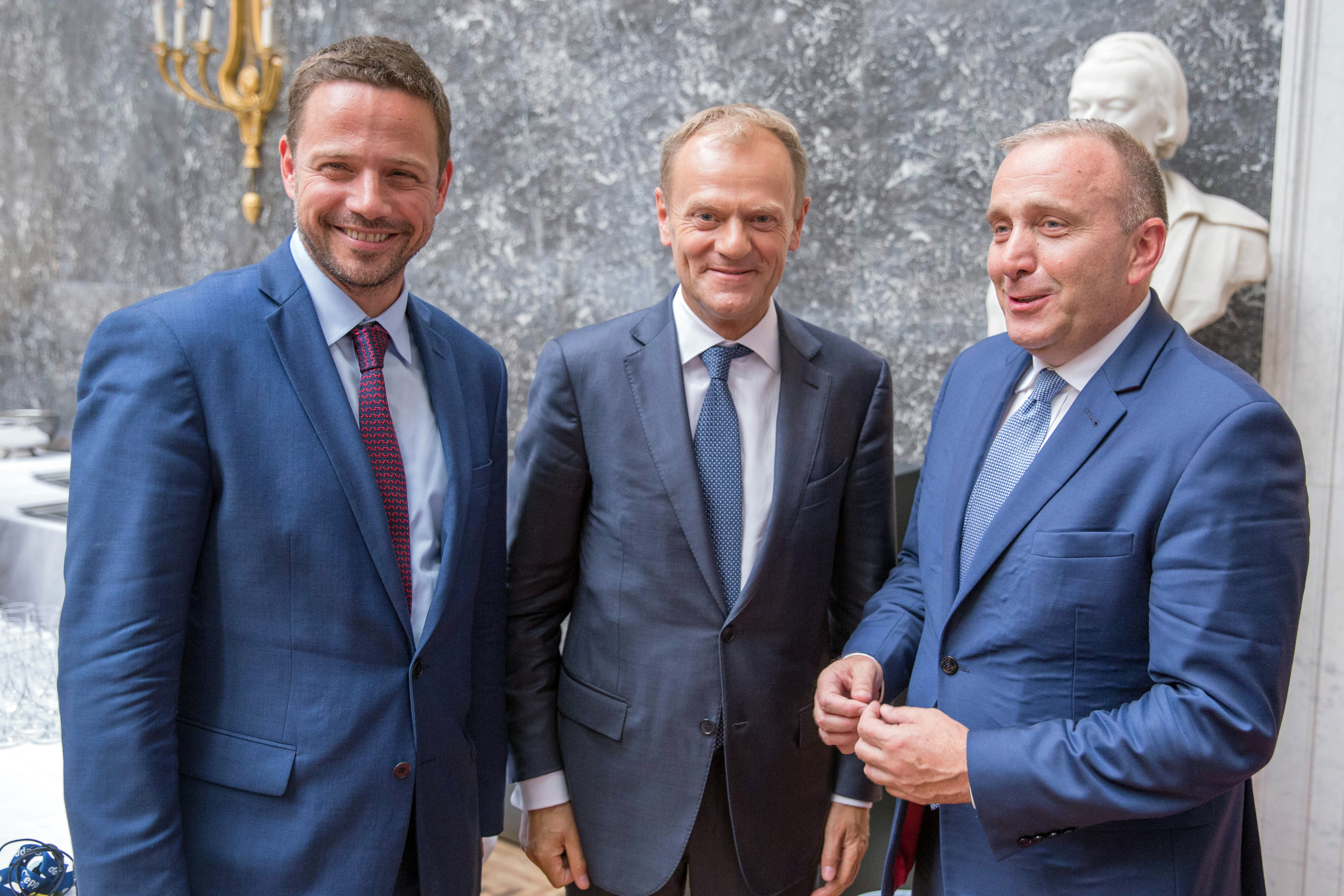
Рафал Тшасковський з Дональдом Туском і Гжегожем Схетиною під час саміту Європейської народної партії в Брюсселі (2017).

У 2015 році він взяв участь у парламентських виборах у Польщі і отримав місце в Сеймі, отримавши 47 080 голосів. У 2016 році він став членом Національної ради партії «Громадянська платформа». Того ж року обійняв посаду міністра закордонних справ у тіньовому кабінеті, створеному «Громадянською платформою». 29 березня 2017 року став віце-головою Європейської народної партії. Як депутат Сейму Тшасковський був членом Комітету у справах Європейського Союзу, Комітету закордонних справ та Комітету з питань оцифрування, інновацій та сучасних технологій. У парламентській діяльності Тшасковський переважно займався питаннями, пов'язаними із закордонними справами, європейською політикою, обороною, а також політикою охорони здоров'я, захистом громадянських прав і прав меншин та підтримкою самоврядування. За час своєї роботи він подав понад 150 інтерпеляцій та понад 70 парламентських запитів. У 2017 році отримав орден Почесного легіону за внесок у зміцнення польсько-французьких відносин.
У лютому 2020 року був обраний заступником голови «Громадянської платформи».

### Мер Варшави
У листопаді 2017 року було оголошено, що він буде спільним кандидатом на посаду мера Варшави від «Громадянської платформи» та політичної партії «Новочесна» на польських місцевих виборах 2018 року. Згодом він переміг на виборах 21 жовтня 2018 року в першому турі і був обраний мером Варшави, перемігши свого основного суперника Патрика Які з партії «Право і справедливість». Він отримав загалом 505 187 голосів (56,67 %).
Разом з мерами столиць інших країн Вишеградської групи Тшасковський підписав Пакт вільних міст у грудні 2019 року з метою просування «спільних цінностей свободи, людської гідності, демократії, рівності, верховенства права, соціальної справедливості, толерантності та культурного розмаїття».18 лютого 2019 року Тшасковський підписав Декларацію ЛГБТ з 12 пунктів, спрямовану на боротьбу з дискримінацією ЛГБТ-спільноти та надання рекомендацій у сфері особистої безпеки, освіти, культури, спорту, адміністрування та працевлаштування.
У серпні 2020 року оприлюднив заяву, в якій висловив солідарність з протестувальниками в Білорусі та засудив насильство, застосоване державною владою. У ній також містився заклик до Європейського Союзу «переглянути свою політику щодо Білорусі та вжити заходів проти осіб, відповідальних за насильницьке придушення».
У листопаді 2023 року Тшасковський заборонив проведення у Варшаві пропалестинської акції протесту проти війни в Газі, посилаючись на міркування безпеки та антисемітизм.

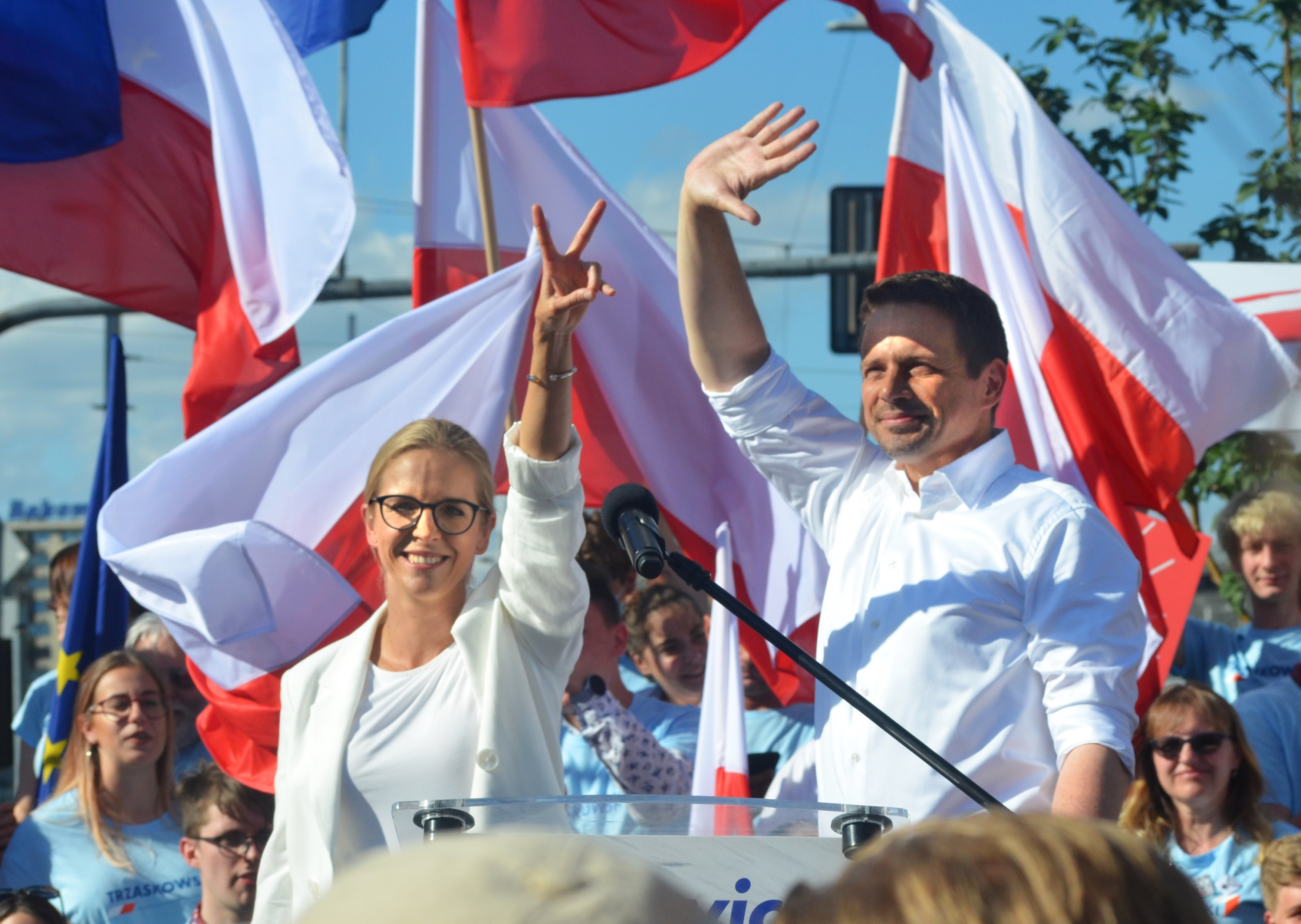
Малгожата і Рафал Тшасковські на зустрічі перед другим туром президентських виборів 2020 у Катовіце

### Президентські вибори 2020
15 травня 2020 року він був обраний лідером партії «Громадянська платформа» Борисом Будкою їхнім кандидатом у президенти Польщі для участі у президентських виборах, після того, як Малгожата Кідава-Блоньська відмовилася від своєї кандидатури. 28 червня 2020 року він посів друге місце в першому турі президентських виборів 2020 року, набравши 30,46 % голосів, і вийшов до другого туру, який відбувся 12 липня 2020 року. У другому турі голосування Тшасковський набрав 48,97 % голосів, програвши вибори чинному президенту Анджею Дуді, який набрав 51,03 % голосів.

### Президентські вибори 2025

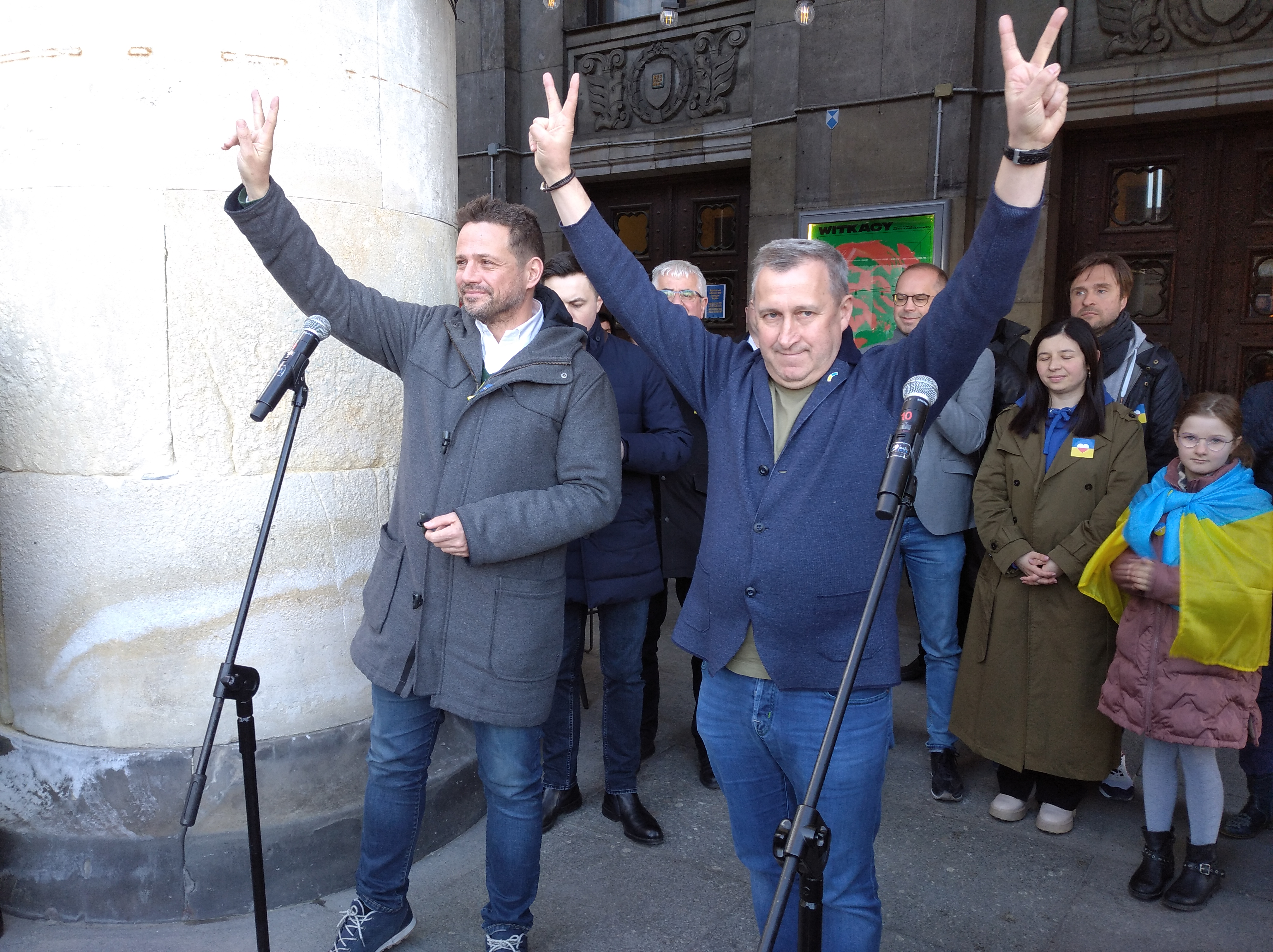
Рафал Тшасковський та Андрій Дещиця на демонстрації солідарності з Україною у Варшаві (2022)

22 листопада 2024 року він був обраний на праймеріз партії «Громадянська платформа» кандидатом у президенти Польщі на президентських виборах 2025 року, перемігши міністра закордонних справ Радослава Сікорського, набравши 75 % голосів. 18 травня 2025 року він фінішував першим у першому турі, набравши 31,1 % голосів, і зустрінеться з кандидатом від партії «Право і справедливість» Каролем Навроцьким у другому турі, запланованому на 1 червня.

## Політичні переконання
Самоідентифікує себе як центрист. Підтримує європейську інтеграцію, відновлення екології, помірковані культурно-ліберальні цінності, запровадження одностатевих цивільних союзів, та більшу роль органів місцевого самоврядування у воєводствах.

## Електоральна історія
| Вибори | Виборчий комітет                            | Орган влади                                              | Округ | Результат                                                |
| ------ | ------------------------------------------- | -------------------------------------------------------- | ----- | -------------------------------------------------------- |
| 2009   | Громадянська платформа                      | Депутати від Польщі в Європейському парламенті 2009—2014 | 4     | 25 178 (3,04 %)                                          |
| 2015   | Громадянська платформа                      | Сейм                                                     | 13    | 47 080 (8,67 %)                                          |
| 2018   | Коаліція Громадянська платформа — Новочесна | Президент міста Варшава                                  | –     | 505 187 (56,67 %)                                        |
| 2020   | Комітет Рафала Тшасковського                | Президент Польщі                                         | –     | 1 тур: 5 917 340 (30,46 %) · 2 тур: 10 018 263 (48,97 %) |
| 2024   | Громадянська коаліція                       | Президент міста Варшава                                  | –     | 2 тур: 444 006 (57,41 %)                                 |